# Romanticismo tedesco

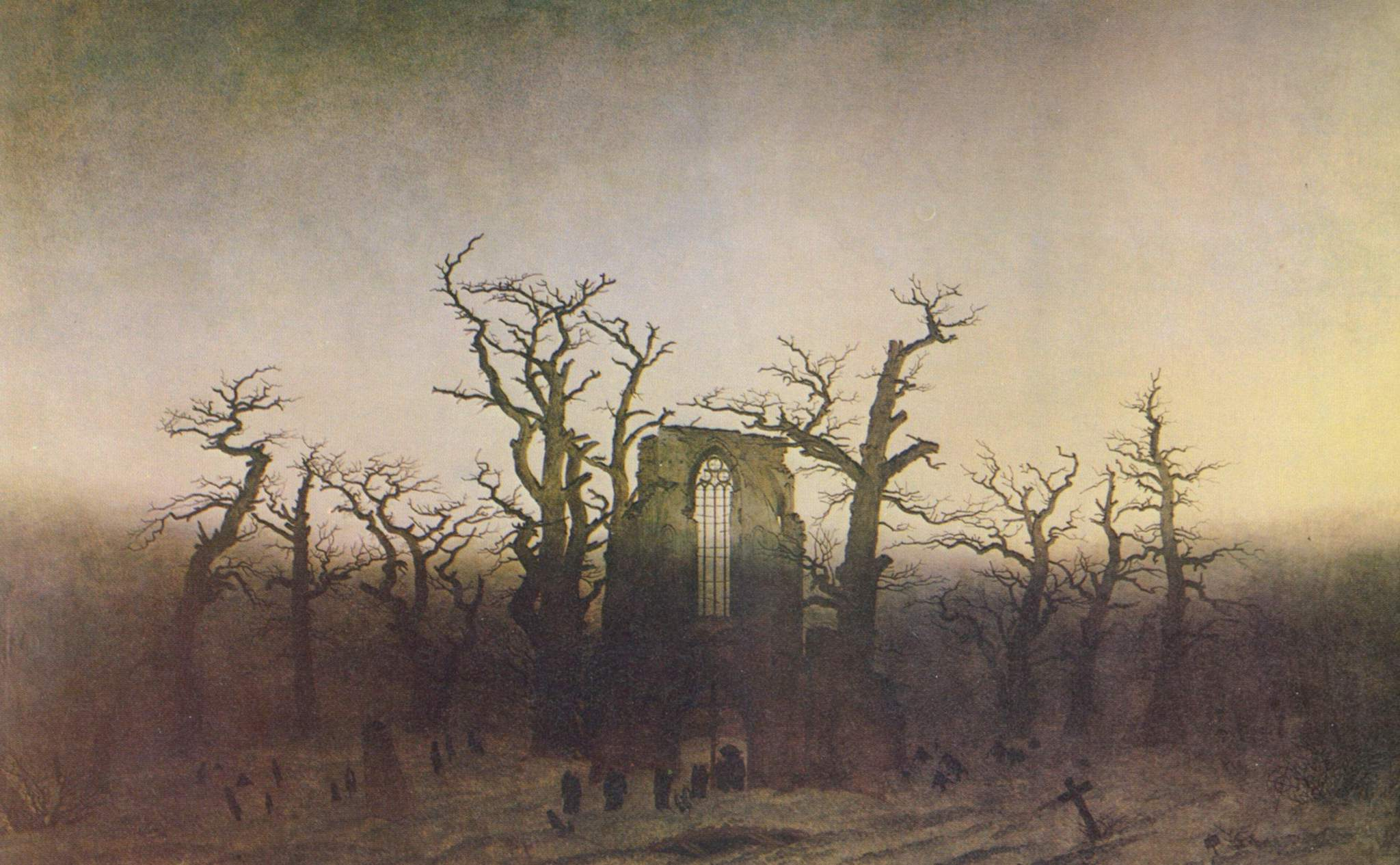
Abbazia nel querceto, dipinto del 1818 di Caspar David Friedrich.

Il romanticismo tedesco è il primo dei "romanticismi" sviluppatisi in Europa tra la fine del XVIII secolo e gli inizi del XIX. Il termine romanticismo fu infatti utilizzato da Friedrich Schlegel, uno dei maggiori esponenti della rivista Athenäum assieme a Novalis e al fratello Wilhelm August, reso popolare da quest'ultimo nelle sue Vorlesungen über dramatische Kunst und Literatur (1809-11), che furono definite «il messaggio del Romanticismo tedesco all'Europa».
Opponendosi al retaggio razionalista e materialista dell'illuminismo, i romantici tedeschi approdarono a una nuova concezione non solo dell'arte, della letteratura, della filosofia, ma a differenza degli altri paesi europei, anche della scienza, andando alla ricerca di un significato metafisico e simbolico dei fenomeni, soprattutto nell'ambito naturale (naturphilosophie), che unificasse in una sintesi organica l'opposizione tra l'essere umano e il mondo.

## Origini e sviluppi
Sebbene si possano considerare gli autori sopra citati come i veri iniziatori del romanticismo, anni prima si era sviluppato, ad opera principalmente di Goethe, Schiller, Herder, un movimento noto come preromanticismo che aveva dato vita tra il 1770 e il 1785 alla corrente dello Sturm und Drang (letteralmente in italiano Tempesta ed impeto).
Nato nel 1798, il romanticismo tedesco termina convenzionalmente dopo la scissione in due scuole (o meglio due correnti):
- Scuola di Jena, circolo composto tra gli altri da Fichte, i due fratelli Schlegel, e altri artisti come Novalis, Tieck ed il filosofo Schelling;
- Scuola di Heidelberg, più attenta ai bisogni della società borghese tedesca (Biedermeier), di cui facevano parte autori come Von Chamisso e Brentano.

## Lista dei principali esponenti del romanticismo tedesco

### Poeti, scrittori, filosofi
- Ernst Moritz Arndt
- Joseph von Eichendorff
- Johann Gottlieb Fichte
- Johann Joseph von Görres
- Heinrich Heine
- Georg Wilhelm Friedrich Hegel
- E.T.A. Hoffmann
- Friedrich Hölderlin
- Friedrich Ludwig Jahn
- Heinrich von Kleist
- Adam Müller
- Novalis

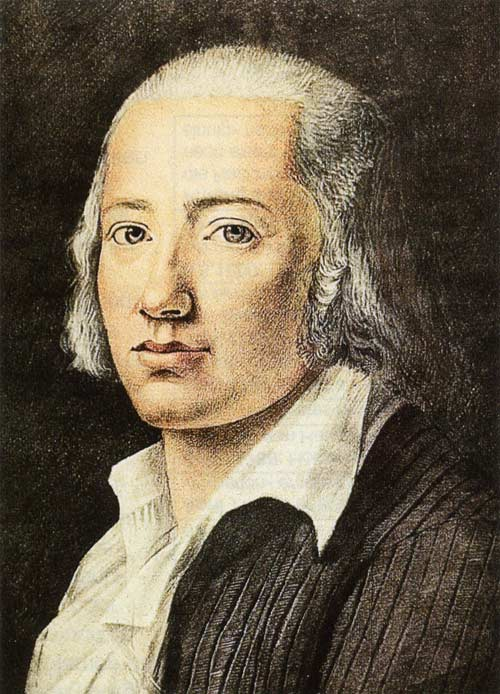
il poeta Friedrich Hölderlin

- Friedrich Wilhelm Joseph Schelling
- Friedrich Schlegel
- August Wilhelm Schlegel
- Friedrich Schleiermacher
- Ludwig Tieck
- Ludwig Uhland
- Wilhelm Heinrich Wackenroder

### Pittori

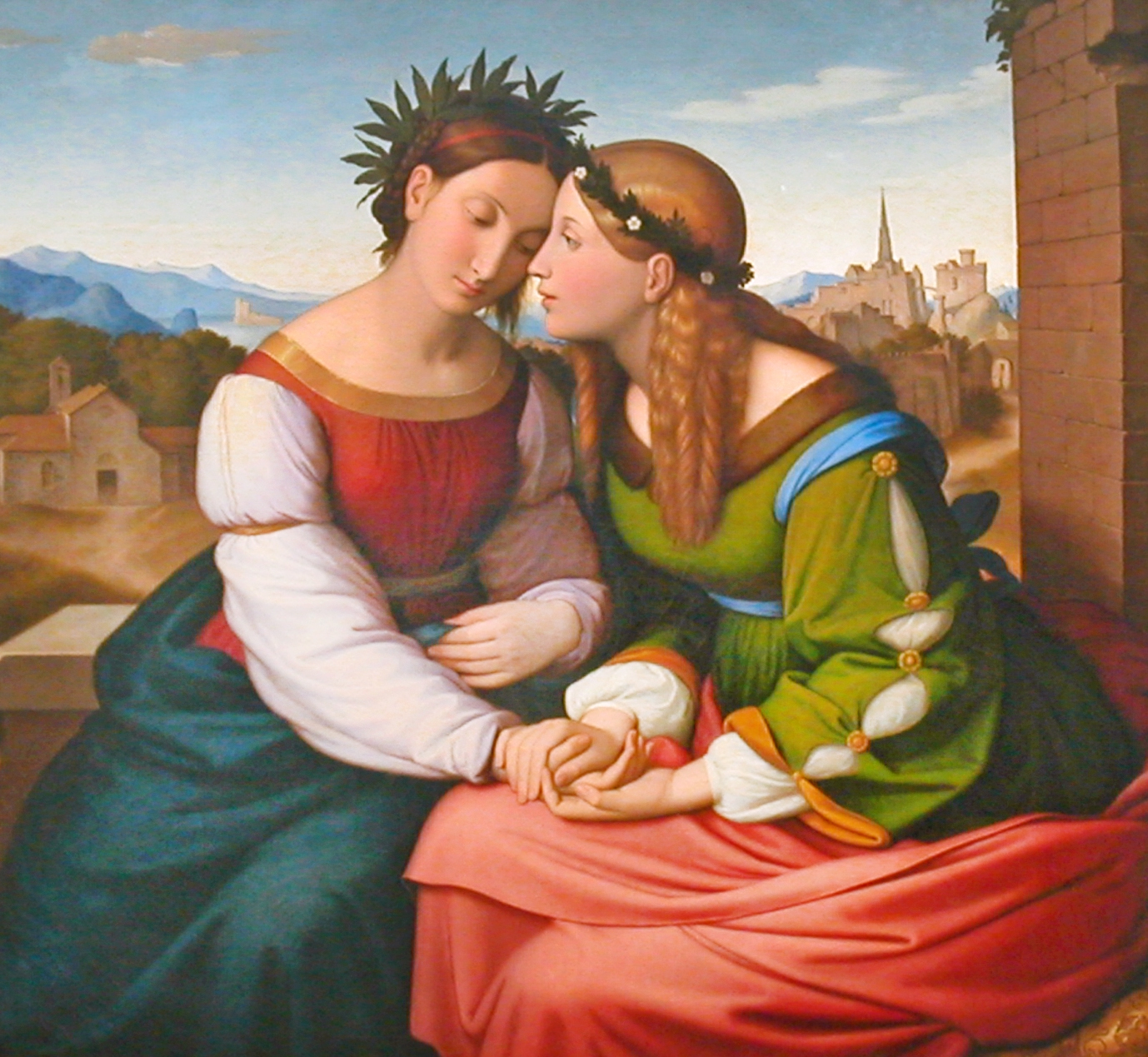
Friedrich Overbeck, Italia e Germania, 1811, Monaco di Baviera, Neue Pinakothek, interpretabile come l'incontro tra la nuova spiritualità romantica, incentrata sull'aspirazione ideale all'infinito, e l'eredità artistica classica che dava forma reale al divino.

- Caspar David Friedrich
- Gerhard von Kügelgen
- Movimento dei Nazareni
- Adrian Ludwig Richter
- Philipp Otto Runge
- Carl Spitzweg
- Eberhard Wächter
- Ernst Ferdinand Oehme
- Johann August Heinrich

### Musicisti
La musica romantica tedesca è estremamente impulsiva, richiama spesso e volentieri l'immagine della tempesta e va temporalmente dallo Sturm und Drang letterario di Goethe al concetto filosofico di Oltreuomo di Nietzsche.
Schubert, Schumann, Liszt, Brahms hanno inaugurato la cosiddetta musica romantica tedesca, ma è stata la seconda generazione a portarla al suo massimo grado entro la tradizione romantica, tra la tragedia e l'epica. Dalla magistrale sobrietà di Mendelssohn al valzer di Strauss, ma soprattutto grazie all'opera wagneriana. Ammirata da intellettuali e pensatori di tutte le tendenze, per il suo mix di filosofia, storia e musica classica.
Chiude successivamente questo brillante capitolo della sua storia all'inizio del XX secolo con Arnold Schönberg e la sua sperimentazione di suoni e sequenze.
- Carl Maria von Weber

Forse il primo tra i musicisti romantici, se escludiamo Beethoven, in quanto è stato il primo compositore ad emergere in tutto e per tutto come un prodotto della scuola romantica e ciò in contrasto con lo stesso Beethoven il quale aveva iniziato come classicista. L'intensità emotiva che caratterizzano le su opere, oltre che i temi basati sul folklore e sul soprannaturale ha rappresentato una rottura radicale rispetto alle tradizioni ispirate al neoclassicismo di quel tempo.
- Ludwig van Beethoven

Nei suoi primi lavori, Beethoven seguiva la tradizione classicista di Mozart e Haydn, quest'ultimo in qualità di mentore; ma a partire dal periodo centrale della sua produzione, iniziata con la Terza sinfonia "Eroica", getta un ponte in ambito musicale che va dal classicismo al romanticismo. In quanto poi il compositore scrisse alcune delle sue più alte opere musicali dopo essere divenuto completamente sordo, egli è venuto ad incarnare perfettamente l'ideale tragico dell'artista romantico che sfida tutte le avversità per conquistare alfine interamente il proprio "grande destino".
- Franz Schubert

Allievo diretto di Beethoven, la sua opera consiste essenzialmente in cicli di canzoni e lieder impostati su poesie di letterati suoi contemporanei.
- Felix Mendelssohn

Autore del primo periodo romantico, insieme ad altri musicisti suoi contemporanei quali Schubert, Fryderyk Chopin e Liszt. È stato uno dei maggiori responsabili per il rilancio d'interesse nei confronti dell'allora quasi completamente dimenticato Johann Sebastian Bach.
- Robert Schumann

Le sue opere ricordano la nostalgia per una mitica innocenza infantile perduta, il primo sentimento amoroso e la magnificenza della Natura. Nella sua qualità di critico influente, ha avuto un ruolo importante nella scoperta di nuovi talenti, nella fattispecie il polacco Chopin e Brahms.
- Johannes Brahms

Le sue opere sono espresse negli stampi formali del classicismo. Brahms, che nutriva un profondo rispetto e stima per colui che considerava come suo maestro, ossia Beethoven, è stato anche notevolmente attratto dall'esotismo della musica popolare ungherese e a cui si è ispirato per molti dei suoi pezzi più famosi: le Danze ungheresi, il Concerto per violino e orchestra e il "Rondò alla zingarese" tratto dai suoi "Quartetti per pianoforte e archi: n. 1 in sol minore op. 25" (1856-61). Pupillo di Shumann, con la moglie di questi, Clara Schumann, vivrà un grande amore romantico.
- Franz Liszt

Liszt era di nazionalità ungherese, anche se poi trascorse molti anni in Germania e la sua prima lingua era quella tedesca; viene accreditato come esser stato l'inventore del poema sinfonico. Nella sua vecchiaia il compositore ha adottato una tonalità più inquietante ricca di dissonanze: opere caratteristiche di quest'ultimo periodo sono la Lugubre gondola e Die Zelle in Nonnenwerth (1880-86), precursori della musica impressionista e della musica atonale del XX secolo. La figlia, Cosima Wagner, fu prima amante e poi moglie di Richard.
- Richard Wagner

Uno dei più vasti compositori d'opera musicale tedesca, è stato un degli esponenti più alti del leitmotiv oltre che uno dei protagonisti della cosiddetta guerra dei romantici.
- Anton Bruckner
- Richard Strauss
- Gustav Mahler

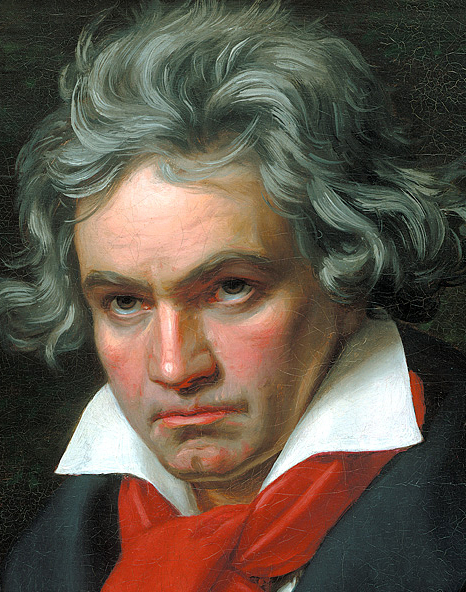
Beethoven 1819-20, di Joseph Karl Stieler
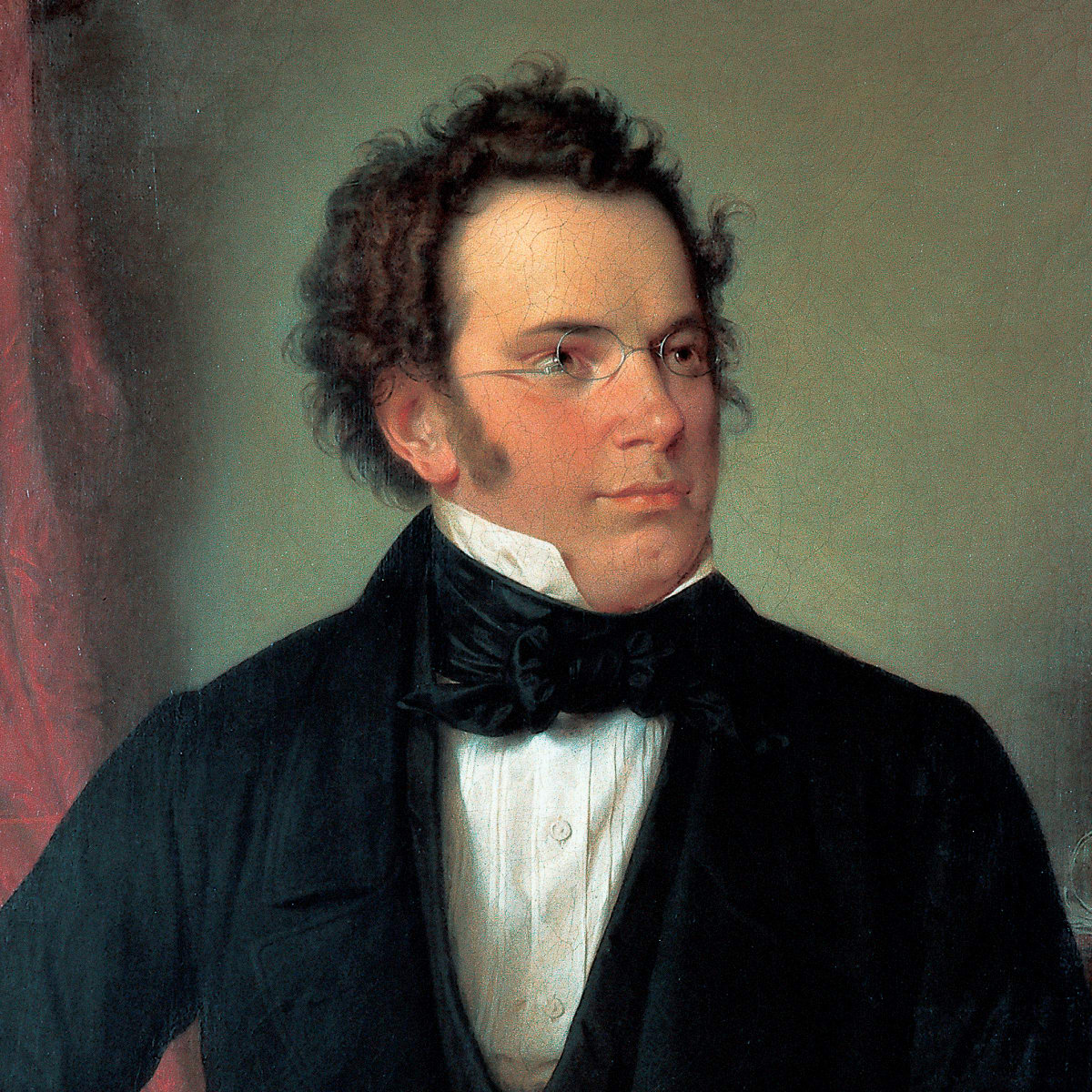
Schubert dopo il 1825, di Wilhelm August Rieder
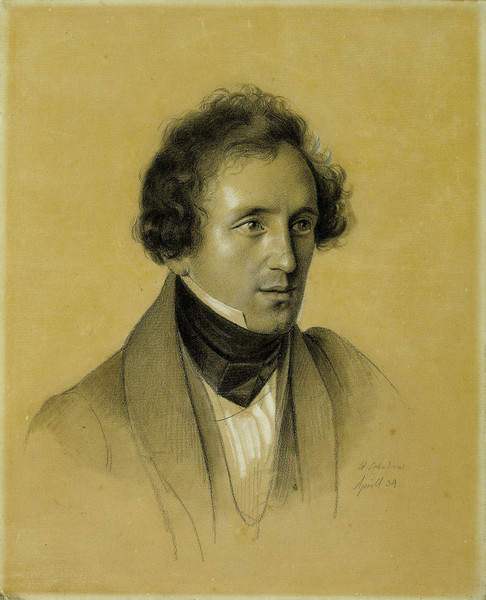
Mendelssohn nel 1834, di Friedrich Wilhelm von Schadow
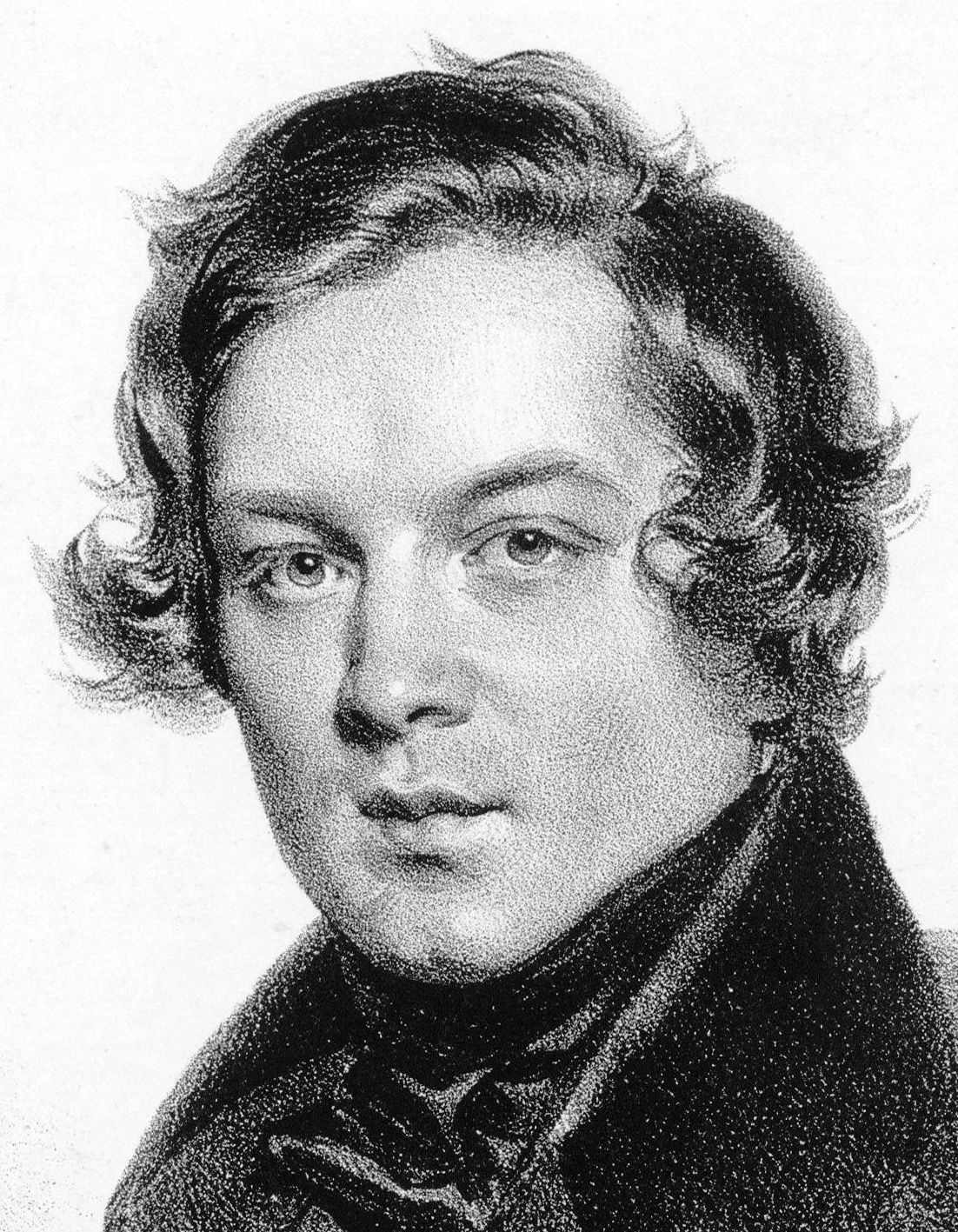
Schumann nel 1839, litografia di Josef Kriehuber
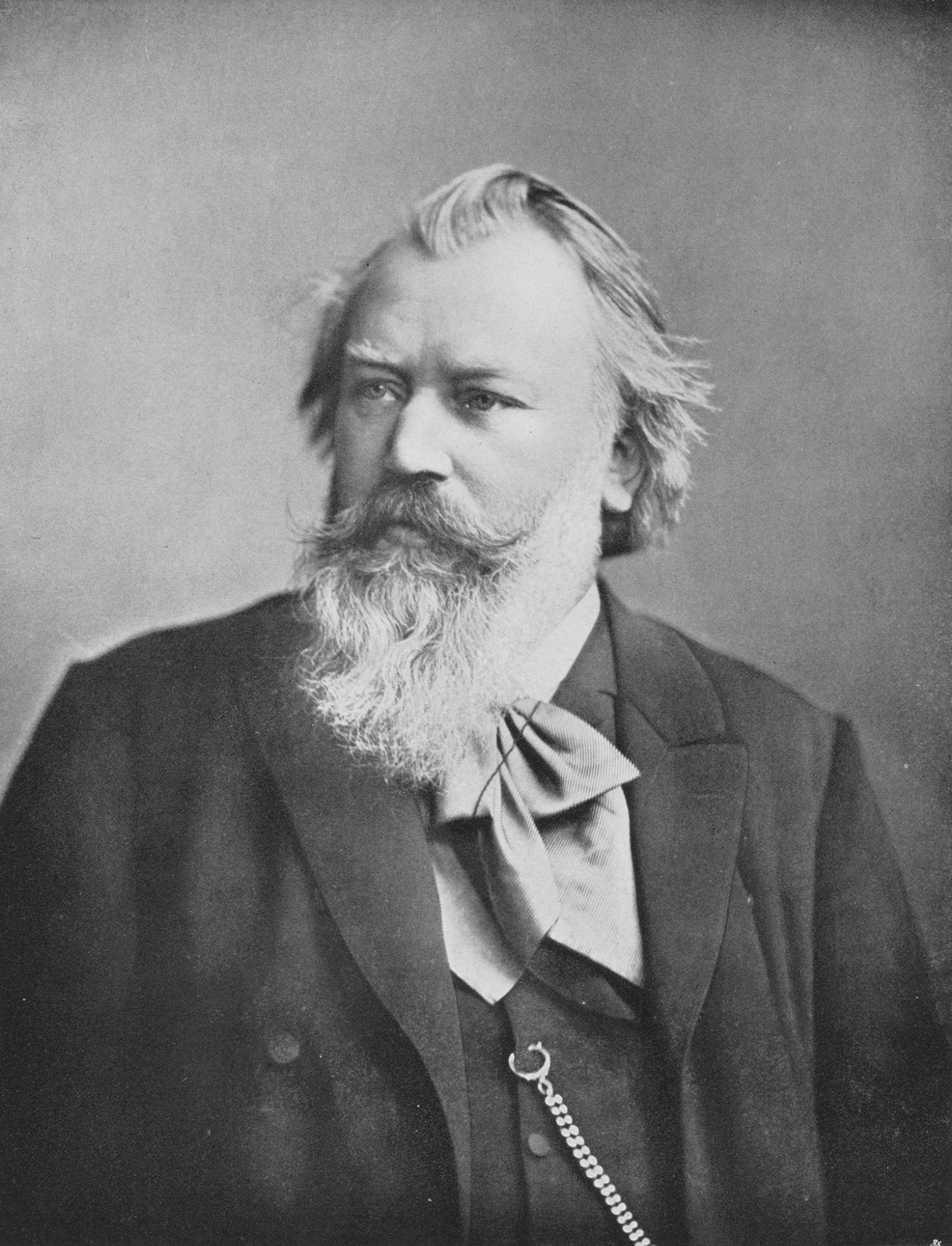
Brahms nel 1889
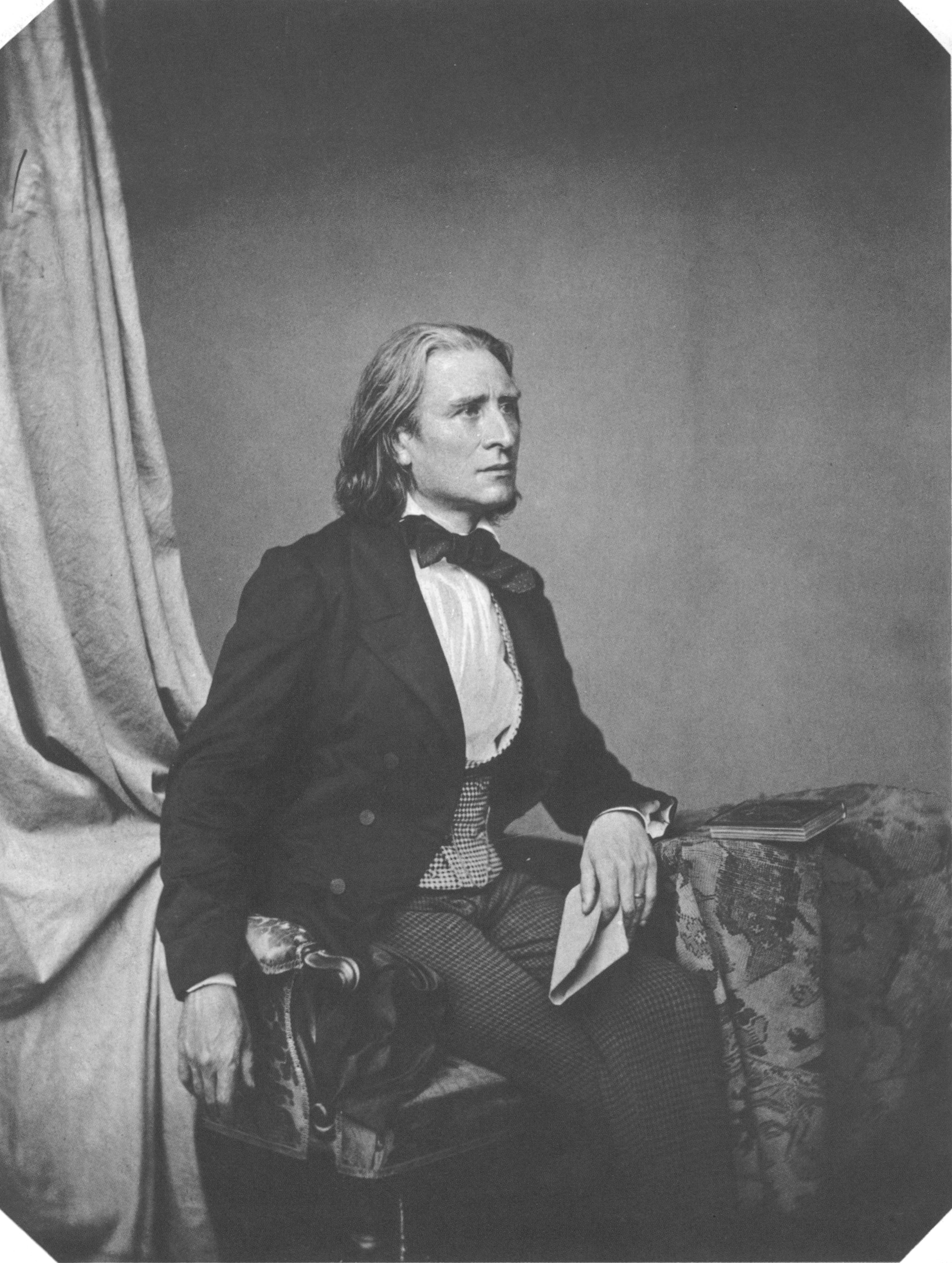
Liszt nel 1858, foto di Franz Hanfstaengl
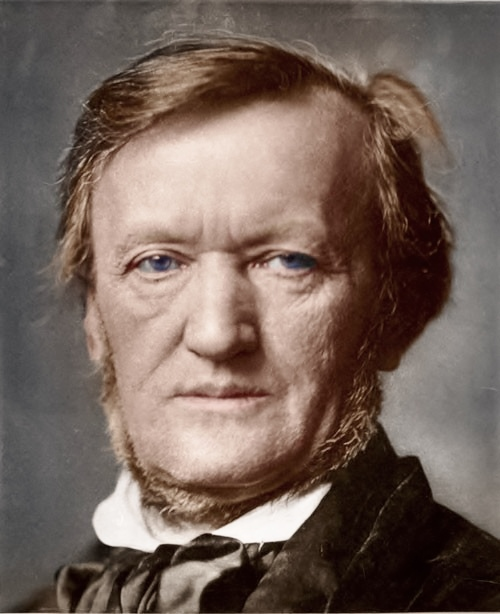
Wagner nel 1871

### Filosofia e scienza
Nella Germania romantica, più che in ogni altro paese, si svilupparono stretti rapporti tra filosofia e scienza, che trovarono espressione in particolare nella corrente della Naturphilosophie. Mentre Kant aveva fondato gran parte del suo pensiero sulla fisica newtoniana, Goethe manifestò un approccio alla scienza naturale in aperta contrapposizione a quella di Newton. Gli stessi esponenti dell'idealismo tedesco intendevano rifondare la concezione della scienza su nuove basi.
Tra i principali interessi del pensiero scientifico romantico vi erano la ricerca di una visione unitaria di spirito e materia, che portò a incrementare lo studio della chimica, della fisica e dell'elettricità, poste in relazione coi fenomeni del galvanismo per superare la barriera tra l'organico e l'inorganico; il magnetismo, la polarità di forze contrapposte, come espansione e contrazione, il continuo dinamismo delle forme viventi, l'analogia e le affinità dei fenomeni, l'organicità del tutto, la storia della terra e l'origine della vita.
La natura non era vista come un semplice oggetto di indagine a cui l'uomo fosse estraneo, ma ritenuta portatrice di simboli e rimandi nascosti collegati al soggetto conoscitivo, in un'unità di macrocosmo e microcosmo.
Esponenti di questo nuovo corso filosofico-scientifico furono, tra gli altri, Kielmeyer, Reil, Alexander von Humboldt, von Baader, Schelling, Ritter, Novalis, Ørsted, Treviranus, Oken, Burdach, von Baer, Müller, Görres, Schubert, Carus, Gall.